# Chang Chao-Tang

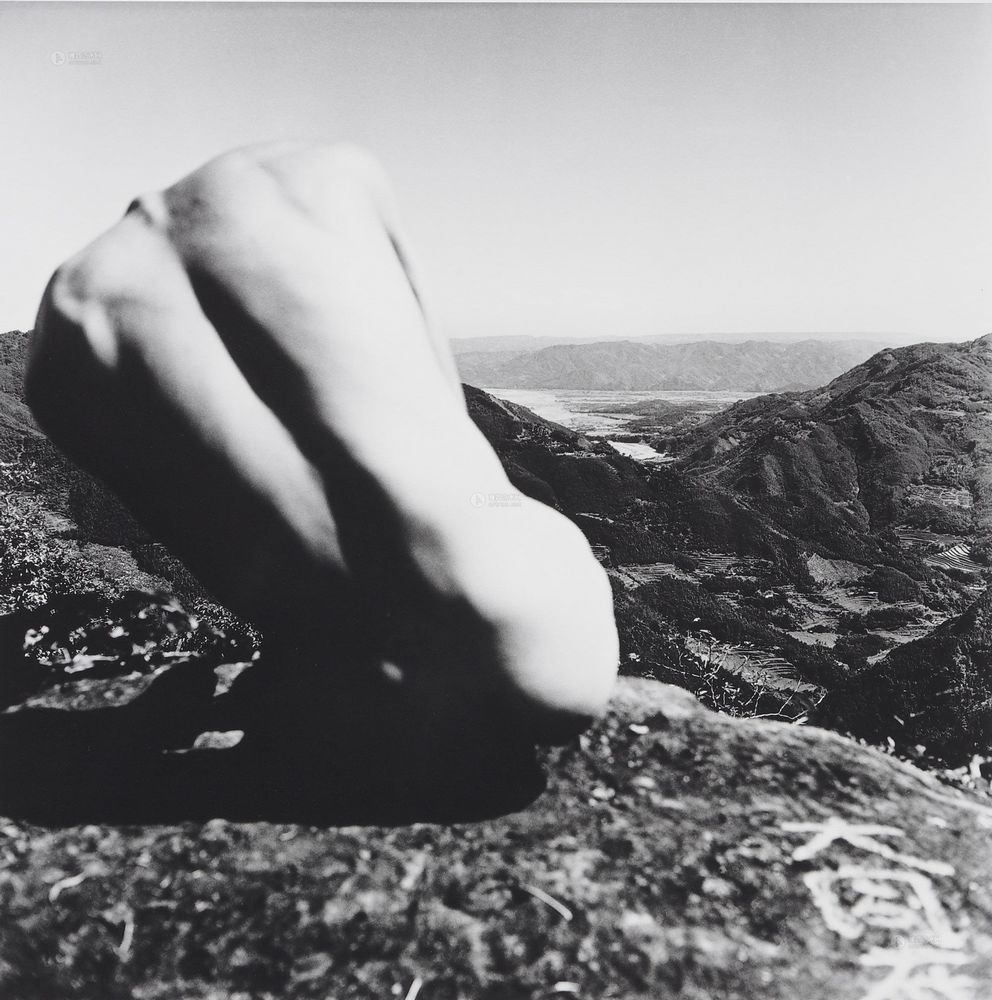
Modelka Lin Si-Duan, 1962

Chang Chao-Tang (張照堂, 17. listopadu 1943 Tchaj-pej – 2. dubna 2024 Tchaj-pej) byl tchajwanský fotograf, který je mnohými považován za jednoho z nejvýznamnějších fotografů na Tchaj-wanu po druhé světové válce.

## Životopis
Narodil se 17. listopadu 1943 v bývalém městě Pan-čchiao, nyní část města Nová Tchaj-pej.
V roce 1958 zahájil fotografickou činnost na střední škole v Cheng Kungu, kde působil jako jeho učitel Cheng Shang-Hsi a používal Aires Automat 120. Charakteristikou jeho budoucí obrazové tvorby bylo výsledkem západních uměleckých směrů, jako surrealismus, existencialismus a absurdní divadlo. Jeho první fotografická výstava 2-Men Contemporary Photography se konala v Tchaj-pej v roce 1965. Později po třináct let, počínaje rokem 1968, pracoval jako filmař v čínské televizi, kde až do roku 1980 produkoval dokumentární filmy a získával ocenění, například za dokument An Old House - Chinese Traditional Architecture (Starý dům - tradiční čínská architektura). Od roku 1990 se věnuje pořádání výstav svých fotografických děl.
Jeho obrazy přesahují čínskou a tchajwanskou kulturu a tradici. Fotografie s „dekapitovanými“ postavami nebo s rozostřenými tvářemi, obrázky s postavami, které se zdají být ztraceny a zaměněny s krajinou, odrážejí a překračují historické období známé jako bílý teror. Temné období od roku 1949 do roku 1987, třicet osm let stanného práva uloženého Čankajškem a po jeho smrti v roce 1975 jeho synem Ťiang Ťing-kuo, který zemřel v roce 1988, během kterého byli tisíce intelektuálů a občanů uvězněno a mnoho zastřeleno za politické zločiny.
V roce 2013 uskutečnil svou největší retrospektivní výstavu v muzeu výtvarného umění v Tchaj-peji s názvem Time - The Images of Chang Chao-Tang.
Byl označen za „nejreprezentativnějšího fotografa na Tchaj-wanu“, i když sám tuto definici odmítl.

## Výstavy

### Samostatné výstavy
- 1974 The Farewell, Tchaj-pej
- 1983 Himan Grace and Forgiveness, Tchaj-pej a San Francisco
- 1985 Chang's Image of Taiwan, Hong Kong
- 1986 Trip - Reverse, Tchaj-pej
- 1986 Image from the East, New York
- 1994 Image of Trip - Reverse, Paříž
- 1996 Summer of 1962, Tchaj-pej
- 2009 Within, Without, Epson Art Gallery, Tchaj-pej
- 2009 Years in, Years out, Place M Gallery, Tokio
- 2009 Years in, Years out, Gallery Now, Soul
- 2010 Moments in Time, National Central University, Chongli City
- 2010 Moments in Time, Providence University, Taichung
- 2010 Moments in Time, National Chen Kung University, Tainan
- 2010 The Invisible Contact, Tivac Gallery, Tchaj-pej
- 2014 Images of Youth, Tosei-sha Gallery, Tokio
- 2014 Body and Scenes 1962-1985, Zen Foto Gallery, Tokio
- 2014 Before & After, Place M Gallery, Tokio

### Skupinové výstavy
- 1965 2-Men Contemporary Photography, Tchaj-pej
- 1971 V-10 / Womanology, Tchaj-pej
- 1994 Contemporary Photographt from China, Hong Kong and Taiwan, Hong Kong
- 1996 Asian View, Tokio
- 2004 Retrospective - Taiwan Art Scene in the 70s, Tchaj-pej
- 2006 Retrospective - Taiwan Photography, Pechino a Šanghaj
- 2007 A Legend of Rose Marie Gallery 1953-1973, Tchaj-pej
- 2007 Guangzhou Photo Biennial, Guangdong a Šanghaj
- 2008 Masterpieces by Artist of Taiwan, Kaohsiung Art Museum, Tchaj-pej
- 2008 Home - Taiwan Biennial, National Taiwan Art Museum, Tchaj-pej
- 2008 The hidden 4 - Daegu Photo Biennale, Korea

## Ocenění
V průběhu let získal řadu významných ocenění, včetně Zlatého zvonu (1976), Národní ceny za umění (1999) a Národní ceny za kulturu (2011).

## Publikace
- 2008 Chang Chao-Tang, Youlhwadang
- 2010 Moments in Time 1959-2005, Centrum umění NCU
- 2010 Neviditelný kontakt 1959-1961, samovydavatel
- 2013 Time: Obrazy Chang Chao-Tang, 1959–2013, Muzeum výtvarných umění Tchaj-pej
- 2013 VOP Issue 10: The Chang Chao-Tang Issue, Voices of Photography